# آن-ماري ماكدونالد
آن-ماري ماكدونالد هي صحفية وروائية ومقدمة تلفزيونية وكاتِبة وممثلة كندية، ولدت في 29 أكتوبر 1958 ببادن بادن في ألمانيا.

## وصلات خارجية
- آن-ماري ماكدونالد على موقع IMDb (الإنجليزية)
- آن-ماري ماكدونالد على موقع ألو سيني (الفرنسية)
- آن-ماري ماكدونالد على موقع ميوزك برينز (الإنجليزية)
- آن-ماري ماكدونالد على موقع أول موفي (الإنجليزية)
- آن-ماري ماكدونالد على موقع قاعدة بيانات الفيلم (الإنجليزية)
- آن-ماري ماكدونالد على موقع كينوبويسك (الروسية)